# Fulštejn (hrad)
Fulštejn je rozsáhlá zřícenina hradu ležící v okrese Bruntál na katastru obce Bohušov. Areál hradu je chráněn jako kulturní památka.

## Historie
Hrad vznikl v první polovině 13. století z podnětu olomouckého biskupa Bruno ze Schauenburku v místě původních valů pravěkého hradiska. Jádro hradu bylo dostavěno v roce 1255 a se souhlasem olomoucké kapituly propůjčena v léno polovina hradu a ves Bohušov svému Herbordovi z Fulštejna. V roce 1266 převedl Herbord polovinu hradu na svého nejmladšího syna Ekerika. V roce 1275 prodal olomoucký biskup druhou polovinu potomkům Herborda Ekerikovi a jeho bratrovi Janovi za 300 hřiven stříbra a vzdání se podílů na městě Osoblaze, samotná smlouva byla potvrzena českým králem Přemyslem Otakarem II.

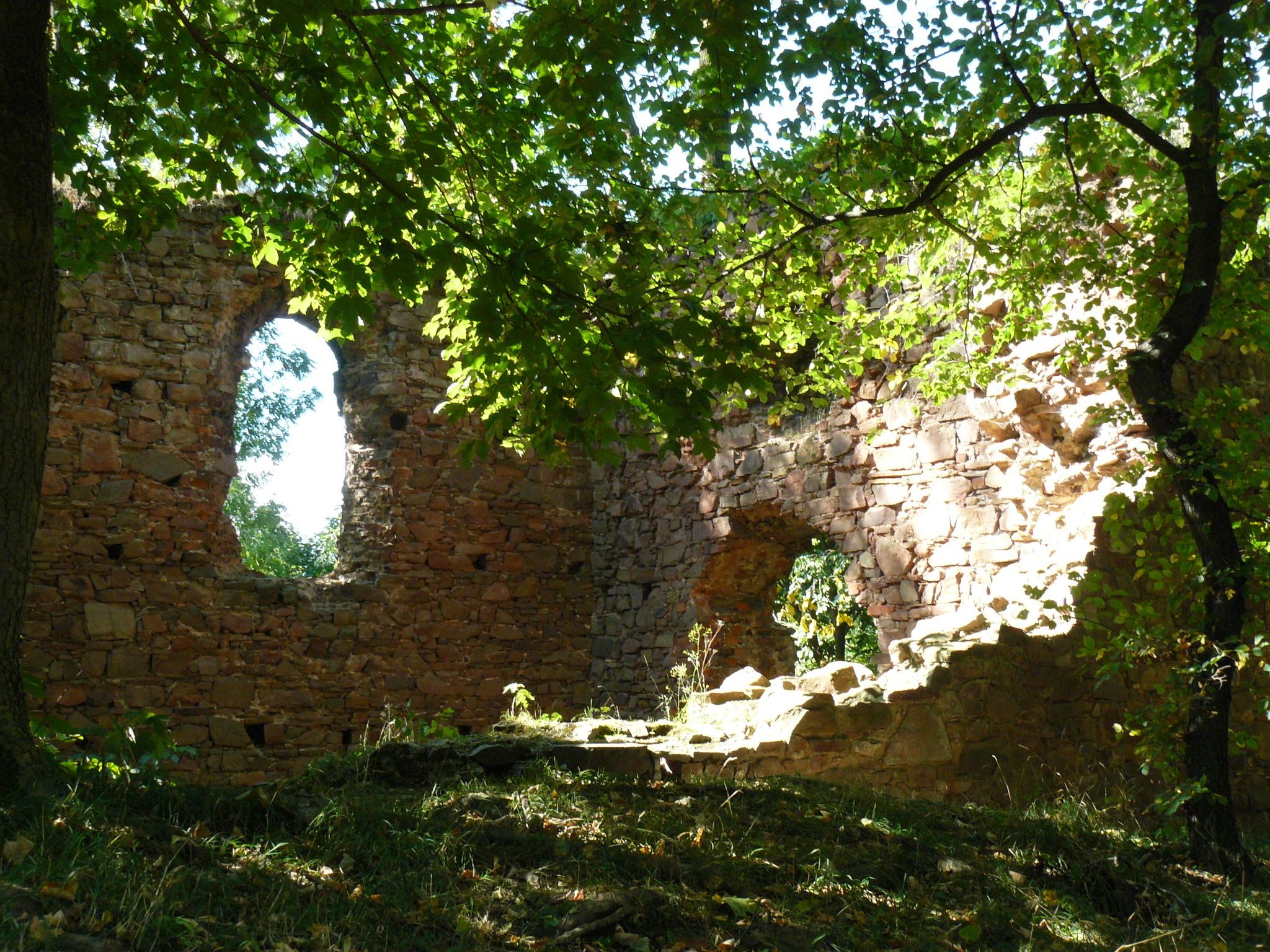

Během česko-uherských válek dobyla v lednu roku 1476 hrad vojska uherského krále Matyáše Korvína. Během probíhajících bojů byl hrad natolik poškozen, že musel být do konce 15. století téměř zcela přestavěn.

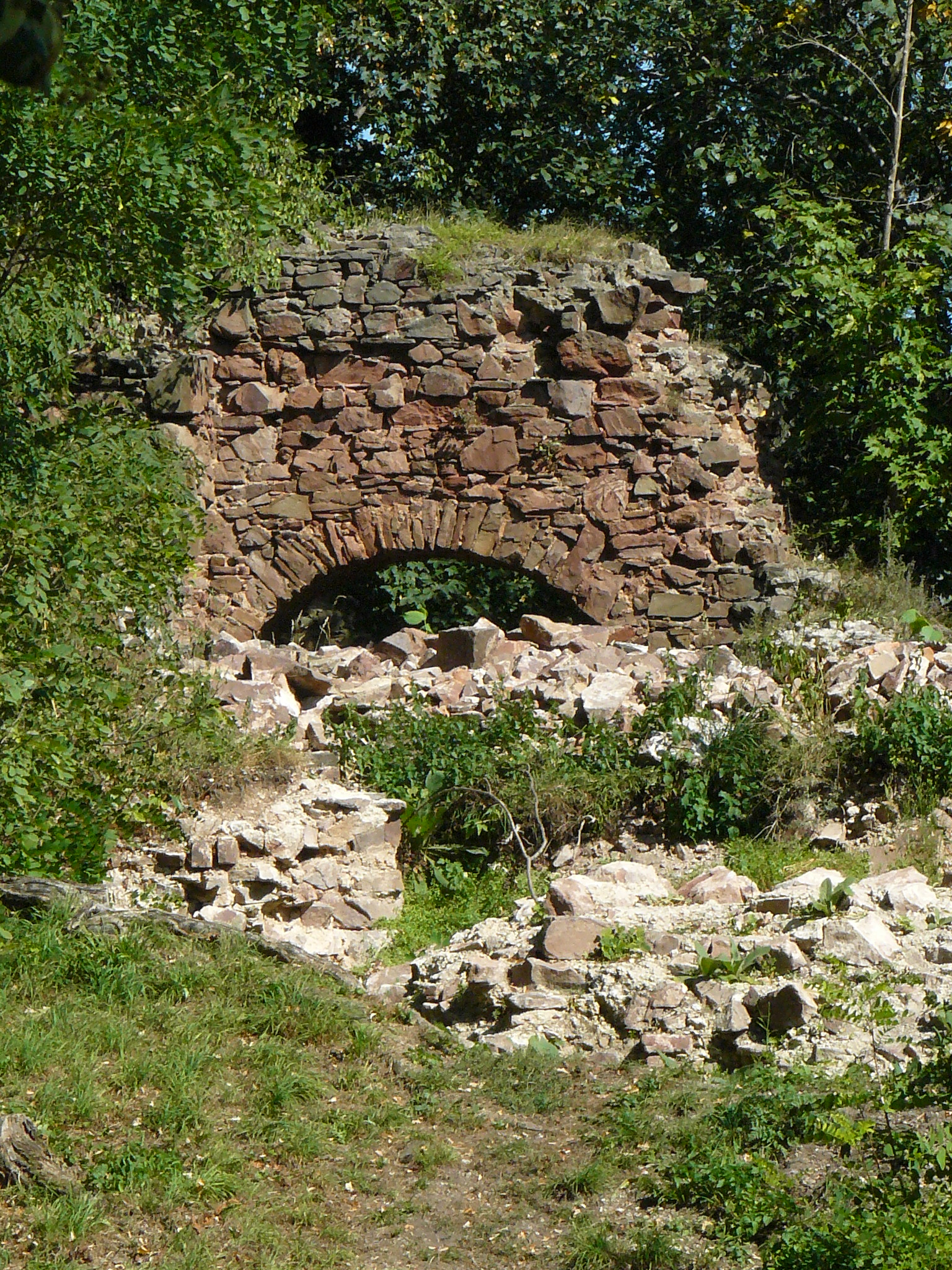

V roce 1566 Jiří z Fulštejna prodal panství z hradem Fulštejn za 29 000 tolarů svému švagrovi Václavu st. Sedlnickému z Choltic, který si vzal jeho sestru Helenu Herbortovnu.

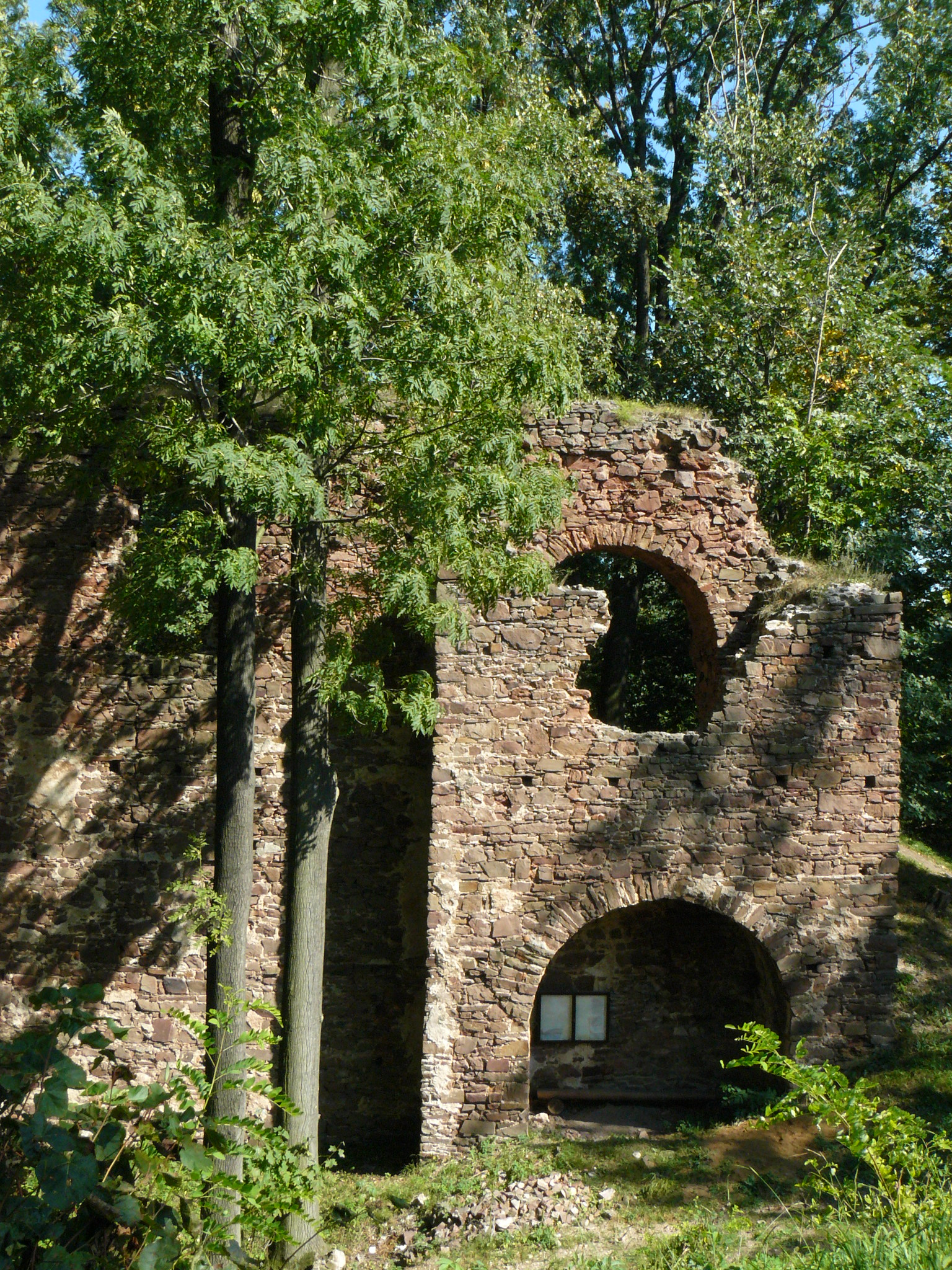

Prodej hradu Václavu st. Sedlnickému z Choltic nechtěl uznat olomoucký biskup Vilém Prusinovský z Víckova. Václav starší zemřel v roce 1572. O panství se začali starat jeho synové Jan, Jaroslav, Petr a Jiří, Bedřich a Zikmund. Před svojí smrtí nechal Bedřich v roce 1611 hrad opravit a po smrti jeho manželky Kateřiny Planknarové z Kinšperka držel hrad jejich syn Karel Kryštof Sedlnický pán z Fulštějna a Dívčího Hradu. Za účast na stavovském povstání byl jeho majetek zkonfiskován a zemřel jako exulant ve Štětíně roku 1651.
Kardinál a olomoucký biskup František z Ditrichštejna převedl panství na církevní léno a postoupil jej roku 1623 Pavlu Michnovi z Vacínova, který se na hradě nikdy neusadil. Hrad byl částečně pobořen v letech 1626 - 1627 při průchodu dánského vojska Petra Arnošta Mansfelda. Dědici Pavla Michny z Vacínova prodali v roce 1641 pobořený hrad a zdevastované panství za 18.000 zlatých svobodnému pánovi Janovi z Jarošína. V letech 1642-1648 sloužil hrad jako základna švédského vojska, které hrad při odchodu vyhodila do povětří.
Roku 1668 prodává panství syn Jana, Julius Ferdinand svobodný pán z Jarošína hraběti Juliu Leopoldovi z Hodic, který vlastnil i Slezské Rudoltice. Hrad Fulštejn, ačkoliv byl po odchodu švédských vojsk v menším rozsahu opraven, začal pustnout, neboť sídlo vlastníků panství se přesunulo do zámku ve Slezských Rudolticích.
Do současnosti se dochovaly se zbytky okrouhlé věže, brány, mostu, mohutných valů a příkopů.

## Galerie

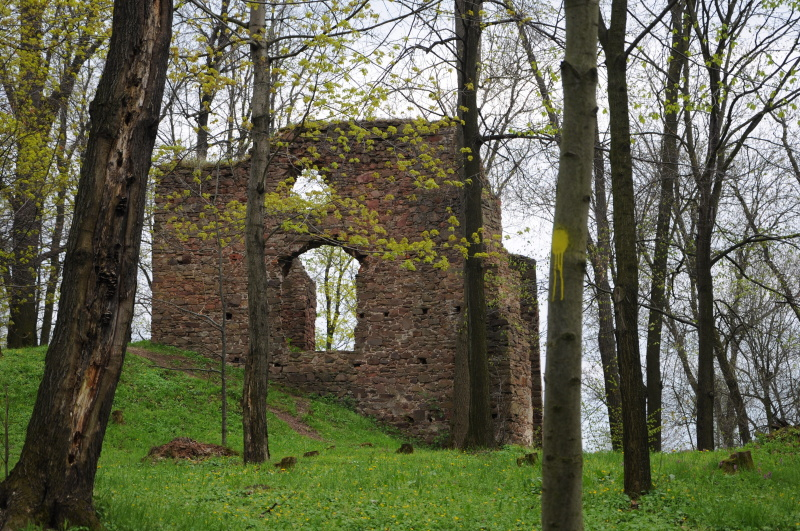
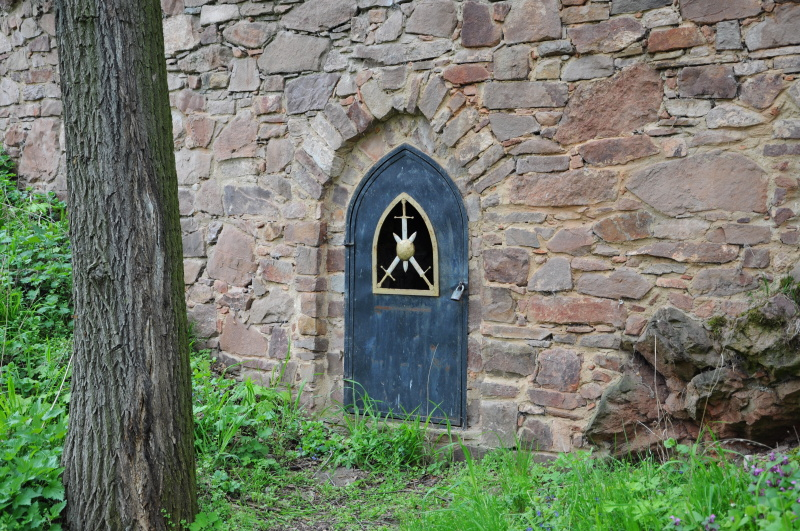
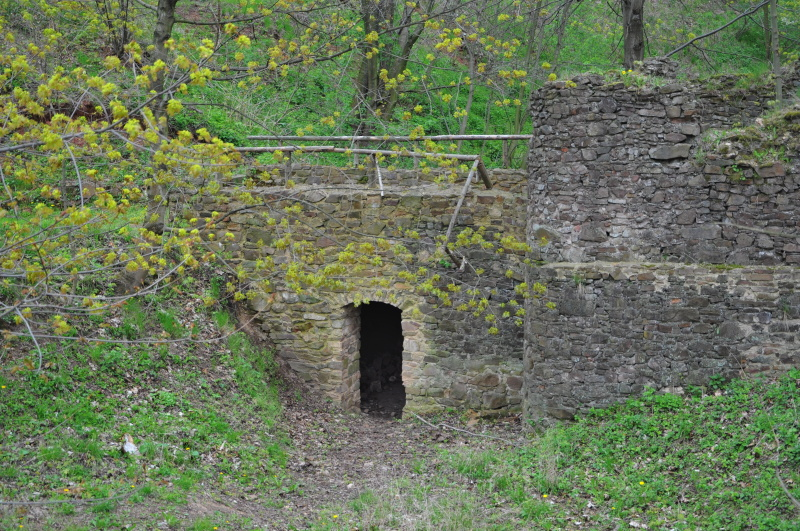
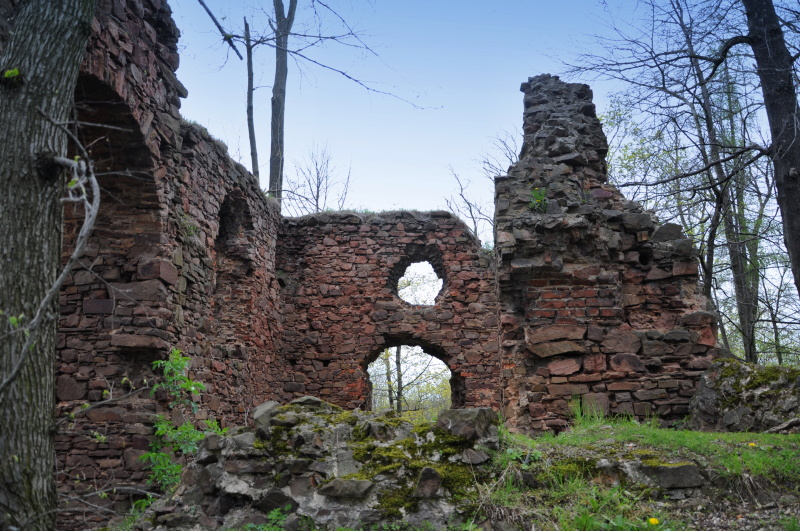
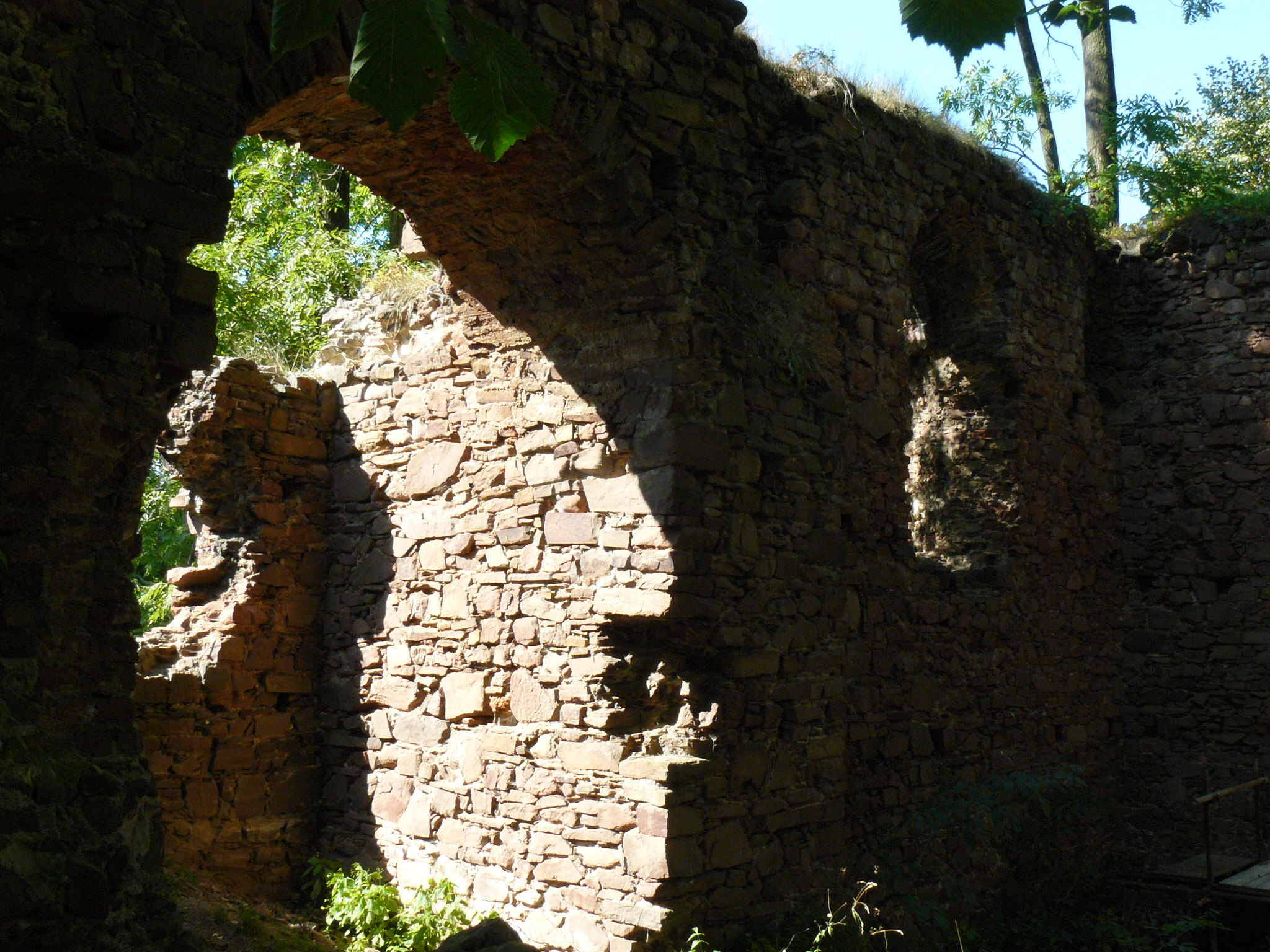
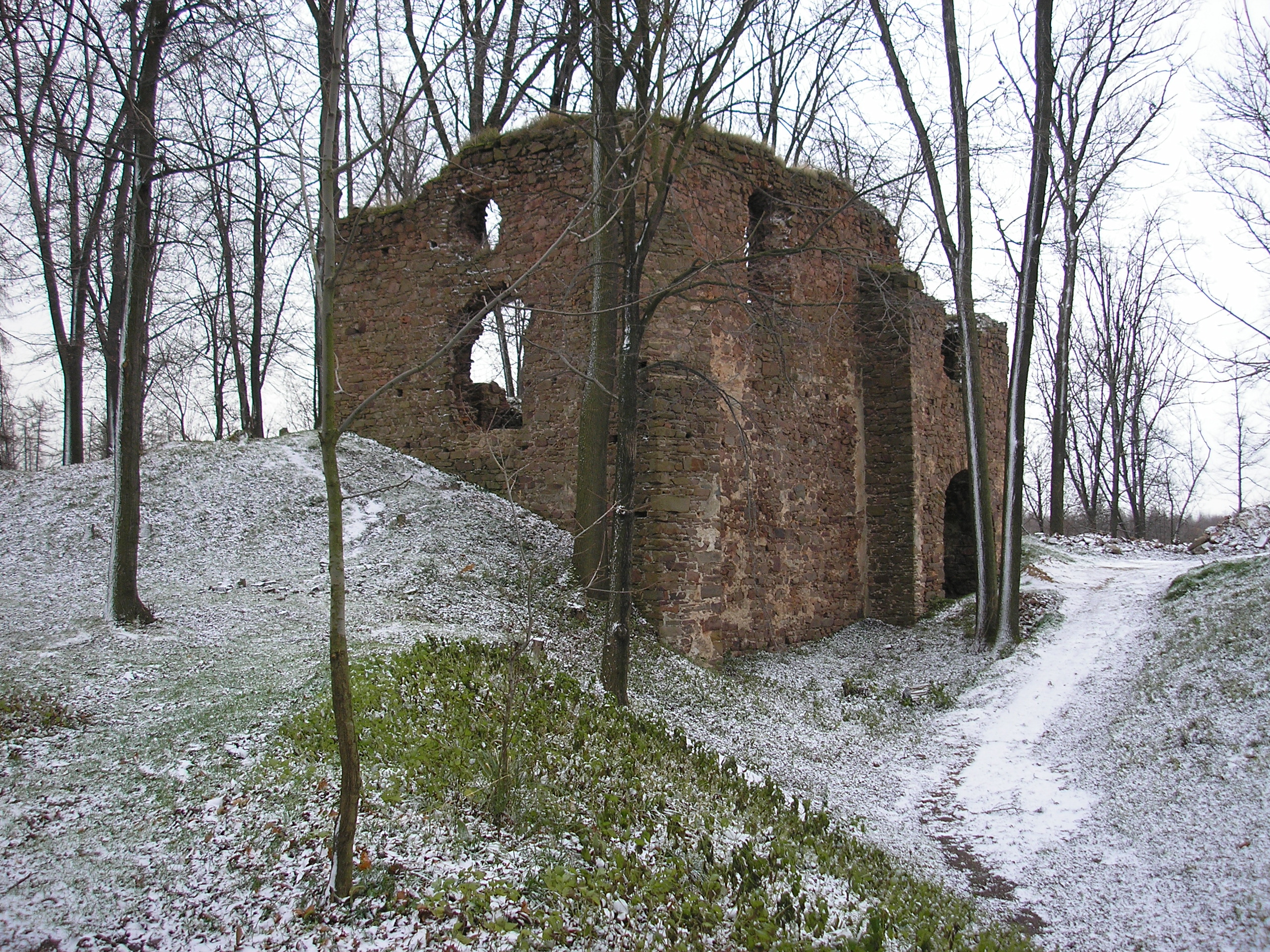
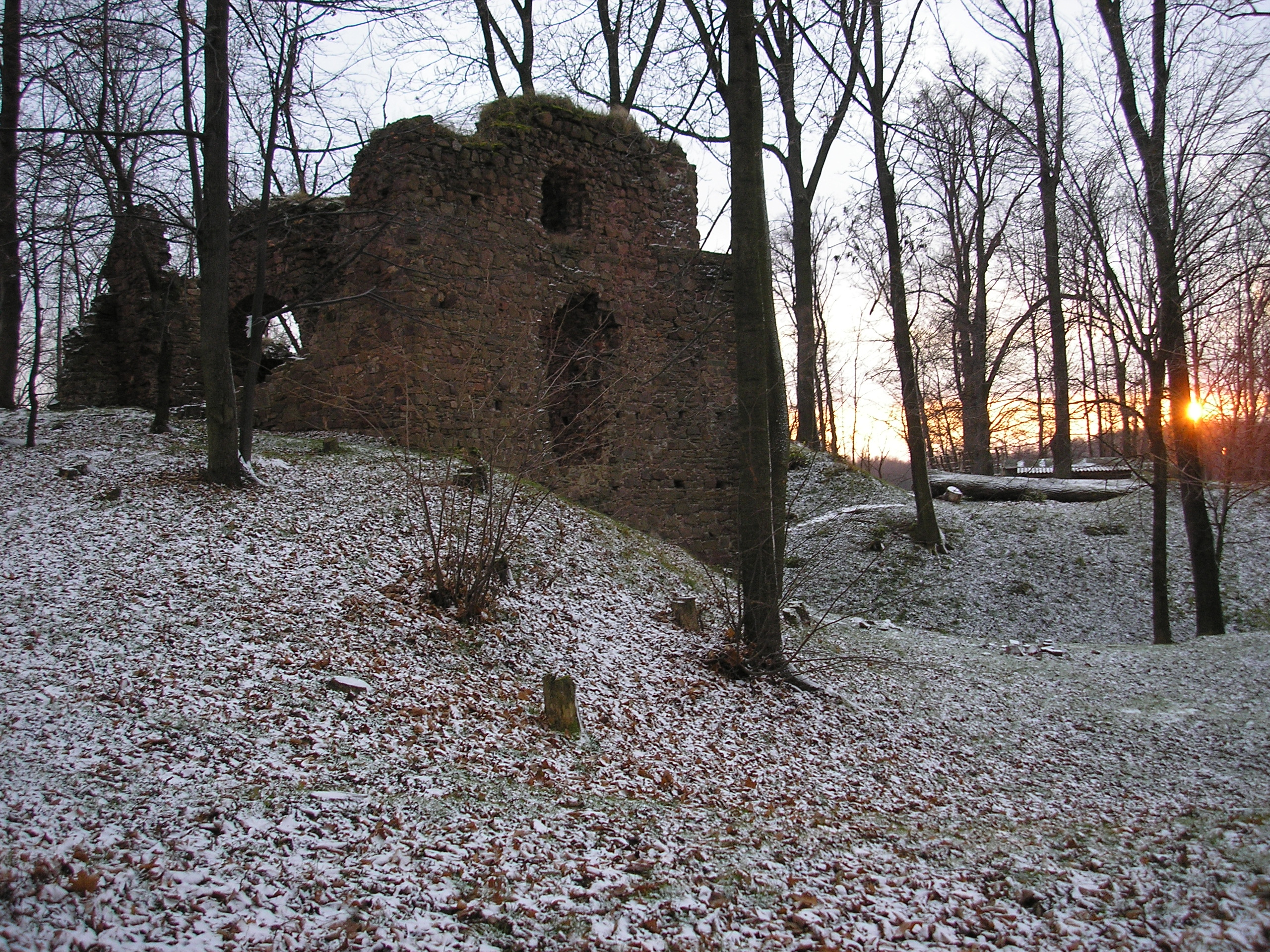